# Klub Sportowy AZS Częstochowa Sportowa 2013-2014
Questa voce raccoglie le informazioni riguardanti il Klub Sportowy AZS Częstochowa Sportowa nelle competizioni ufficiali della stagione 2013-2014.

## Organigramma societario
Area direttiva
- Presidente: Roman Lisowski

Area tecnica
- Allenatore: Marek Kardoš

## Rosa
| N° | Nome                 | Ruolo | Data di nascita  | Nazionalità sportiva |
| -- | -------------------- | ----- | ---------------- | -------------------- |
| 1  | Damian Wdowiak       | S/O   | 4 maggio 1992    | Polonia              |
| 2  | Mariusz Marcyniak    | C     | 5 marzo 1992     | Polonia              |
| 4  | Michał Kamiński      | S/O   | 17 maggio 1987   | Polonia              |
| 6  | Dawid Murek          | S     | 24 luglio 1977   | Polonia              |
| 7  | Michał Kaczyński     | S     | 6 febbraio 1993  | Polonia              |
| 10 | Miłosz Hebda         | S     | 11 marzo 1991    | Polonia              |
| 11 | Jakub Veselý         | C     | 2 settembre 1986 | Rep. Ceca            |
| 12 | Wojciech Kaźmierczak | C     | 11 giugno 1982   | Polonia              |
| 13 | Konrad Buczek        | S     | 17 febbraio 1994 | Polonia              |
| 14 | Marcin Janusz        | S     | 31 luglio 1994   | Polonia              |
| 15 | Michał Kozłowski     | S     | 16 febbraio 1985 | Polonia              |
| 16 | Kacper Piechocki     | L     | 17 dicembre 1995 | Polonia              |
| 17 | Jakub Bik            | L     | 17 febbraio 1992 | Polonia              |
| 18 | Michał Bąkiewicz     | S     | 22 marzo 1981    | Polonia              |